# Łaziska Górne
Łaziska Górne (in tedesco Ober Lazisk) è una città polacca del distretto di Mikołów nel voivodato della Slesia.
Ricopre una superficie di 20,2 km² e nel 2004 contava 21 958 abitanti.
Dal 2003 è sede dell'azienda Wilk Elektronik.